# 滕薩 (博亞卡省)
滕薩（西班牙語：Tenza）是哥倫比亞的城鎮，位於該國東北部，由博亞卡省負責管轄，距離首府通哈83公里，始建於1537年6月24日，面積51平方公里，海拔高度1,600米，2005年人口4,513。

## 外部連結
5°05′N 73°25′W / 5.083°N 73.417°W